# Oko Town
Oko Town is het derde album van de Zwitserse folkrock- en indierockband 77 Bombay Street uitgebracht op 5 oktober 2012 na hun zelf-gefinancierde onafhankelijke album Dead Bird uit 2009 en hun studioalbum Up in the Sky uit 2011.
De single "Low on Air" verscheen op 17 augustus 2012 en de follow-upsingles waren "Angel" en "Follow the Rain".
Het album bereikte de top van de Schweizer Hitparade. Het album werd platina.

## Tracklist
1. "Follow the Rain" (3:31) (leadzanger Matt Buchli)
2. "Planet Earth" (3:17) (leadzanger Joe Buchli)
3. "Wake Me Up" (3:40) (leadzanger Matt Buchli)
4. "Low on Air" (4:15) (leadzanger Simri-Ramon Buchli)
5. "Garden" (3:48) (leadzanger Simri-Ramon Buchli)
6. "Oko Town" (2:58) (leadzanger Simri-Ramon Buchli)
7. "Clown" (3:46) (leadzanger Esra Buchli)
8. "Angel" (4:10) (leadzanger Matt Buchli)
9. "Seeker" (4:01) (leadzanger Matt Buchli)
10. "Indian" (3:44) (leadzanger Simri-Ramon Buchli)
11. "Rainbow" (3:24) (leadzanger Joe Buchli)
12. "Gladiator" (3:47) (leadzanger Simri-Ramon Buchli)
13. "Johnny" (3:35) (leadzanger Matt Buchli)
14. "Gotta Get Home" (3:53) (leadzanger Matt Buchli)